# Anansus debakkeri
Anansus debakkeri är en spindelart som beskrevs av Huber 2007. Anansus debakkeri ingår i släktet Anansus och familjen dallerspindlar.
Artens utbredningsområde är Kongo. Inga underarter finns listade i Catalogue of Life.